# 蘇波伊夫卡
50°22′23″N 31°44′27″E / 50.37306°N 31.74083°E
蘇波伊夫卡（烏克蘭語：Супоївка）是位於烏克蘭北部的村莊，由基辅州鲍里斯皮尔区的亞霍滕市鎮負責管轄。該村始建於1953年，面積2.7平方公里，海拔高度130米，2001年人口720，人口密度每平方公里266.7人。